# Agostinho Dias de Oliveira
Agostinho Dias de Oliveira (Pernambuco, 28 de agosto de 1903 – 1966) foi um ferroviário e político brasileiro.
Nas eleições estaduais em Pernambuco em 1945 foi eleito deputado federal, filiado ao Partido Comunista do Brasil (PCB). Em 7 de maio de 1947 o Tribunal Superior Eleitoral cassou o registro do PCB e em razão disso o Congresso Nacional declarou extintos os mandatos da bancada comunista em 10 de janeiro de 1948.